# Alexandra af Grækenland (1870-1891)
|  | Denne artikel handler om Kong Georg 1.'s datter Storfyrstinde Alexandra af Rusland. For andre betydninger, se Alexandra af Grækenland. |
Prinsesse Alexandra af Grækenland og Danmark (græsk: Πριγκίπισσα Αλεξάνδρα της Ελλάδας και Δανίας), i Rusland kaldet Alexandra Georgijevna (russisk: Александра Георгиевна), (30. august 1870 – 24. september 1891) var en græsk prinsesse, der blev storfyrstinde af Rusland som ægtefælle til Storfyrst Pavel af Rusland.
Hun var datter af den danskfødte kong Georg 1. af Grækenland og Olga Konstantinovna af Rusland. I 1889 blev hun gift med sin mors fætter, Storfyrst Paul Aleksandrovitj af Rusland, der var det yngste barn af kejser Aleksandr 2. af Rusland. Hun døde ved fødslen af sit andet barn i 1891.
Alexandra var søster til kong Konstantin 1. af Grækenland og gennem ham tante til tre konger og to dronninger. Hun var ligeledes faster til Prins Philip, hertug af Edinburgh.

## Biografi

### Fødsel og familie
Prinsesse Alexandra blev født den 30. august 1870 på sommerslottet Mon Repos på den græske ø Korfu som det tredje barn og ældste datter af den danskfødte kong Georg 1. og dronning Olga af Grækenland, der var født som storfyrstinde af Rusland. Gennem sin far var hun dermed barnebarn af kong Christian 9. (kaldet Europas svigerfar) i hans ægteskab med prinsesse Louise af Hessen-Kassel, mens hun gennem sin mor var barnebarn af storfyrst Konstantin Nikolajevitj af Rusland, tidligere vicekonge af Polen, i hans ægteskab med prinsesse Alexandra af Sachsen-Altenburg.
Prinsesse Alexandra havde syv søskende: Konstantin (der efterfulgte deres far som konge af Grækenland), Georg, Nikolaos, Maria, Olga (der døde som spæd), Andreas og Christoffer. Internt i familien blev hun kaldt græske Alix (for at adskille hende fra hendes faster, Alexandra af Danmark) eller Aline.

### Opvækst
Prinsesse Alexandra tilbragte sin barndom i Grækenland og voksede op sammen med sine seks søskende i Kongeslottet ved Syntagma-pladsen i Athen og på slottet Tatoi ved foden af Parnesbjerget lidt nord for Athen. Den græske kongefamilie var ikke velhavende efter kongelige standarder, og børnene voksede op under relativt enkle forhold sammenlignet med andre kongelige børn. Alexandras legekammerater var hendes bror prins Nikolaos og hendes søster prinsesse Maria, som var jævnaldrende med hende.
Som forudsat i den græske forfatning, blev børnene opdraget i den græsk-ortodokse tro i modsætning til deres far, der var forblevet lutheransk. Alexandra talte engelsk med sine forældre og barnepiger, mens hun taler græsk med sine søskende. Prinsessen blev undervist af guvernanter, som fokuserede på fremmedsprog, konversation, musik, dans og ridning.

Hun deltog som barn og ung ofte ved de store familiesammenkomster i Danmark på Fredensborg Slot. Ligeledes besøgte hun ofte Rusland sammen med sin mor og søskende og havde dermed tidligt kontakt med den russiske kejserfamilie, herunder med sin kommende mand. Alexandra blev betragtet som smuk, venlig og omgængelig, og hun var meget populær blandt resten af familien. Hendes bror prins Nikolaos sagde senere om hende: 
| Citat | Hun havde en af de søde og elskelige naturer, der gjorde hende elsket af alle, der kom i kontakt med hende. Hun så ung og smuk ud, og lige siden hun var barn, så livet ud til, at det ikke havde andet end glæde og lykke i vente for hende. | Citat |
|       | |       |

### Forlovelse og ægteskab
I 1889 blev hun som 18-årig gift med sin mors fætter, storfyrst Pavel Alexandrovitj af Rusland. Han var det yngste barn af kejser Aleksandr 2. og kejserinde Maria Aleksandrovna af Rusland. Pavel havde et dårligt helbred og led af en lungesygdom, og havde ofte besøgt Grækenland, hvor klimaet gjorde ham godt. Under disse besøg blev Alexandra og Pavel forelsket. Deres forlovelse blev offentliggjort den 10. november 1888, og deres bryllup fandt sted den 17. juni 1889 i Det Store Kapel i Vinterpaladset i Sankt Petersborg.

### Børn
I ægteskabet fødtes to børn:
- Storfyrstinde Maria (1890-1958). I sit første ægteskab (1908-1814) var hun gift med Prins Wilhelm af Sverige , mellemste søn af den senere kong Gustav 5. af Sverige.
- Storfyrst Dmitrij (1891-1941). Han blev i eftertiden mest kendt som en af Rasputins mordere.

### Død
Storfyrstinde Alexandra døde 21 år gammel den 24. september 1891 under fødslen af sin søn, Dmitrij. Hun var, da hun var syv måneder henne, sammen med storfyrst Pavel på besøg hos sin svoger Storfyrst Sergej Aleksandrovitjs gods Iljinskoje udenfor Moskva, da fødslen uventet gik i gang. Dagen inden fødslen var hun faldet, mens hun under en spadseretur med nogle venner ved Moskva-floden hoppede om bord en båd. Under et bal den efterfølgende dag kollapsede hun og fik krampeveer. Hendes søn blev født få timer senere. Der var ingen professionelle til at assistere, og fødslen fik Alexandra til at gå i koma, som hun aldrig vågnede op fra. Hun døde af eklampsi seks dage efter fødslen. Hendes forældre og søskende var på besøg i Danmark, da fødslen gik i gang, men de nåede frem til dødslejet.
Alexandra blev efterfølgende begravet i Romanov-familiens traditionelle begravelseskirke, Peter og Paul-katedralen i Sankt Petersborg.
Hendes mand storfyrst Pavel indgik senere i et morganatisk ægteskab og blev for en tid forvist fra Rusland. Han blev myrdet efter Den russiske revolution.

### Genbegravelse
I 1939 fik den græske regering af de sovjetiske myndigheder tilladelse til at genbegrave Alexandra i Grækenland. Hun blev med et græsk skib transporteret til Grækenland og begravet på Tatoi.

## Eftermæle
Et hospital i Grækenland, der skulle bekæmpe svangerskabsdød, blev opkaldt efter hende af hendes nevø Kong Paul 1. Ligeledes blev Alexandra-gaden i Athen opkaldt efter hende.

## Titler, prædikater og æresbevisninger

### Titler og prædikater fra fødsel til død
- 1870-1889: Hendes Kongelige Højhed Prinsesse Alexandra af Grækenland og Danmark
- 1889-1891: Hendes Kejserlige Højhed Storfyrstinde Alexandra Georgijevna af Rusland

## Eksterne links
- Wikimedia Commons har flere filer relateret til Alexandra af Grækenland (1870-1891)